# Ana Mercedes Campos
Ana Mercedes Campos (Sonsonate, 27 de julio de 1930 – Ibíd., 31 de julio de 2013)  fue una atleta salvadoreña reconocida por su papel en los VII Juegos Centroamericanos y del Caribe en México en 1954.

## Carrera deportiva
El 10 de agosto de 1954, en el marco de los VII Juegos Centroamericanos y del Caribe celebrados en México, Ana Mercedes Campos se convirtió en la primera mujer salvadoreña en obtener una medalla de oro en la categoría de lanzamiento con jabalina, imponiendo una marca de 38.82 metros.
En 1967, en reconocimiento de su legado como deportista se bautizó el estadio municipal de Sonsonate como Estadio Ana Mercedes Campos.
El 25 de enero de 2012 fue reconocida por la Asamblea Legislativa como "Hija Meritísima de El Salvador", en virtud de "sus valiosos aportes en el ámbito del deporte nacional".
Campos murió el 31 de julio de 2013 por un paro cardíaco en el hospital del ISSS en su natal Sonsonate.

## Reconocimientos
- 2012: Distinción "Hija Meritísima de El Salvador" otorgada por Asamblea Legislativa de El Salvador.